# Éjszakai merülés
Az Éjszakai merülés (eredeti cím: Night Swim) 2024-ben bemutatott amerikai horrorfilm, amelyet Bryce McGuire rendezett. A főbb szerepekben Wyatt Russell, Kerry Condon, Amélie Hoeferle, Gavin Warren és Jodi Long látható.
Amerikában 2024. január 5-én, míg Magyarországon 2024. január 11-én mutatták be a mozikban.

## Cselekmény
1992-ben egy fiatal lány egy éjszaka kimegy a családi medencéhez, hogy elhozza a halálos beteg bátyja hajóját. Miközben megpróbálja megszerezni a csónakot, valami a medencében a víz alá húzza.
A jelenben a Waller család új, állandó lakhelyet keres, miután a patriarcha, Ray Waller betegség miatt kénytelen visszavonulni baseball-karrierjétől. Megvásárolják a Fuller család egykori rezidenciáját, de Ray megvágja a kezét, miközben a hátsó udvarban lévő medence kitakarításán dolgozik. Amikor a medence karbantartói jönnek ellenőrizni, kiderül, hogy a medence lényegében önfenntartó, a vizet egy földalatti forrásból szerzi a környéken.
Ahogy egyre több időt tölt a medencében a terápia részeként, Ray betegsége úgy tűnik, hogy remisszióba kerül. Felesége, Eve azonban aggódni kezd a férjén látott változások miatt. Izzy-t és Elliotot megtámadja valami a medencében, és a család macskája is eltűnik. Egy medencés partin az ingatlanügynökük elmondja Eve-nek, hogy Fullerék lánya, Rebecca belefulladt a medencébe, nem sokkal azelőtt, hogy Ray látszólag a víz alá kényszerít egy gyereket, és majdnem megfullad, bár ezt a betegségének mellékhatásának tulajdonítják.
Eve a Fuller család nyomára bukkan, miután megtudja, hogy a házban régóta történtek eltűnések, és találkozik Kay-jel, Rebecca édesanyjával. Kay elmagyarázza, hogy a víz, amely most a medencét táplálja, egykor egy gyógyító forrás része volt, de ahhoz, hogy a vizet használni lehessen, valakit fel kell áldozni neki; Kay kénytelen volt Rebeccát feláldozni a medence entitásnak, hogy meggyógyítsa fia, Tommy betegségét. Eve elborzadva veszi észre, hogy Rayt most a medence gyógyítja a megszállás révén, de ehhez az egyik gyermeket kell feláldoznia.
Eve visszatér a házba, ahol rájön, hogy Rayt közvetlenül az entitás irányítja, amely csapdába ejti Elliotot a medencében, és megpróbálja megölni Izzy-t. Eve megpróbálja megmenteni a fiát, miközben Izzy szembeszáll az apját megszálló entitással, és végül egy baseballütővel támad rá. Eve-nek sikerül visszaszereznie az eszméletlen Elliotot, és Rebecca szelleme vezeti fel a medence felszínére. Az udvarra visszatérve Izzy támadása és Elliot állapota segít Raynek visszanyerni az önuralmát. Hogy megállítsa a gyermekeit megtámadó entitást, Ray feláldozza magát neki.
Eve, Izzy és Elliot úgy döntenek, hogy a házban maradnak, hogy senki más ne essen az entitás áldozatául, ezért Eve, Izzy és Elliot intézkednek a medence feltöltéséről, hogy megakadályozzák, hogy ilyesmi újra megtörténjen.

## Szereplők
| Szerep          | Színész           | Magyar hang         |
| --------------- | ----------------- | ------------------- |
| Ray Waller      | Wyatt Russell     | Széles Tamás        |
| Eve Waller      | Kerry Condon      | Zakariás Éva        |
| Izzy Waller     | Amélie Hoeferle   | Pekár Adrienn       |
| Elliot Waller   | Gavin Warren      | Rostás Ábel         |
| Kay             | Jodi Long         | Csere Ágnes         |
| E edző          | Eddie Martinez    | Pásztor Tibor       |
| Ronin           | Elijah J. Roberts | Penke Bence         |
| Dr. Sridhar     | Rahnuma Panthaky  | Ligeti Kovács Judit |
| Medence szerelő | Ben Cinclair      | Galbenisz Tomasz    |
| Angel           | Ellie Araiza      | Mezei Kitty         |
| Lucy            | Nancy Lenehan     | Zsurzs Kati         |

### Magyar változat
- Magyar szöveg: Speier Dávid
- Hangmérnök: Bogdán Gergő
- Vágó: Kránitz Bence
- Gyártásvezető: Bogdán Anikó
- Szinkronrendező: Dobay Brigitta
- Produkciós vezető: Németh Napsugár

A szinkront az Iyuno Hungary készítette el.

## A film készítése
A film eredete 2014-re nyúlik vissza, amikor Bryce McGuire barátjával, Rod Blackhursttel közösen megírta a 2014-es, alacsony költségvetésű, ötperces rövidfilmet, amelyet Michelle Branch zenész hátsó kertjében forgattak. A főszerepet Megalyn Echikunwoke játszotta, aki a nagyjátékfilmes változatban Izzy Waller karakterét ihlette. A rövidfilm 2014. október 12-én jelent meg YouTube-on, és vírusszerűen terjedt, ezzel lehetővé téve McGuire számára, hogy forgatókönyvíróként betörjön a filmiparba. Judson Scott, az Atomic Monster ügyvezető alelnöke ajánlotta a rövidfilmet James Wannak, aki beleegyezett, hogy megvásárolja a jogokat egy nagyjátékfilm-adaptációhoz.
Az Éjszakai merülés játékfilmváltozatának előkészületi munkálatai a hírek szerint 2023 januárjában kezdődtek meg, a M3GAN című film sikere után. 2023-ban McGuire visszatért a rendezéshez saját forgatókönyve alapján, amelyben kibővítette a cselekményt, hogy egy drámai réteggel bővítse a történetet.  Továbbá a karakterekkel bekövetkező rémületet érzelmi réteggel egészítette ki. Wyatt Russell és Kerry Condon csatlakozott a szereplőgárdához, a produceri feladatokat pedig James Wan és Jason Blum látta el.
A forgatás 2023. április 11-én kezdődött Altadenában és Los Angeles környékén, és 34 napig tartott.